# Stangled
Stangled (dansk) eller Stangheck (tysk) er en landsby og kommune beliggende i det østlige Angel i Sydslesvig. Administrativt hører kommunen under Slesvig-Flensborg kreds i den tyske delstat Slesvig-Holsten. Kommunen samarbejder på administrativt plan med andre kommuner i omegnen Gelting Bugt kommunefælleskab (Amt Geltinger Bucht). I kirkelig henseende hører Stangled under Eskeris Sogn. Sognet lå i Ny Herred (Flensborg Amt), da området tilhørte Danmark.

## Geografi
Kommunen omfatter Mariegård (Marienhof), Stangled, Tranbøl eller Tranebøl (Tranbüll), Regelsrød (Regelrott) og en del af Bodum eller Store Bojum (Bojum) og godset Rundtoft.
Stangled er landbrugspræget med enkelte skovstrækninger såsom de ved Stavsmark (tæt ved grænsen til Nisvrå Kommune) beliggende skove Trankær og Skovkobbel (Holzkoppel), de syd for Runtoft beliggende skove Storkobbel (jysk/angeldansk Sturkåffel, ty. Großkoppel) og Kors (tysk Krüz el. Kreutz) og den ved Tranbøl beliggende Moderkobbel (Mörderkoppel). Åen Lebæk løber nord om Stangled og munder efter få km ud i Gardvang Å, som igen munder ud i Gelting Bugt.

## Historie
Stangled er første gang nævnt 1607. Landsbyen opstod som kådnersted under Rundtoft gods. Den sønderjyske / angeldanske udtale er Stænglej. Forleddet er afledt af substantiv stang. Tranbøl er første gang nævnt 1352, forleddet er afledt af trane. Den nord for Runtoft gods og ved grænsen til Gelting Sogn beliggende Tranbøl blev nedlagt som landsby mellem 1539 og 1588, dens navn lever nu videre som bebyggelses- og gadenavn. Regelsrød er første gang nævnt 1664. Navnet henføres til personnavnet Riggel eller Rikulf. Forleddet kan ifølge opgivelser fra stedet ellers beskrive en indhegnet plads, hvor køerne malkes.

## Kommunevåben
Kommunevåbenet viser et led i øvre felt og et hjortegevir i nedre felt i de slesvigske / sønderjyske farver blå og gul.